# (2624) Samitchell
(2624) Samitchell es un asteroide que forma parte del cinturón exterior de asteroides y fue descubierto el 7 de septiembre de 1962 por el equipo del Indiana Asteroid Program desde el Observatorio Goethe Link de Brooklyn, Estados Unidos.

## Designación y nombre
Samitchell fue designado inicialmente como 1962 RE.
Más adelante, en 1986, se nombró en honor del astrónomo canadiense Samuel Alfred Mitchell (1874-1960).

## Características orbitales
Samitchell orbita a una distancia media de 3,945 ua del Sol, pudiendo acercarse hasta 3,485 ua y alejarse hasta 4,405 ua. Su excentricidad es 0,1166 y la inclinación orbital 2,797 grados. Emplea 2862 días en completar una órbita alrededor del Sol.
Samitchell pertenece al grupo asteroidal de Hilda.

## Características físicas
La magnitud absoluta de Samitchell es 10,8 y el periodo de rotación de 12,41 horas.